# Le Petit-Pressigny
 Le Petit-Pressigny  es una población y comuna francesa, situada en la región de  Centro, departamento de Indre y Loira, en el distrito de Loches y cantón de Le Grand-Pressigny.

## Demografía
| 714 | 624 | 532 | 445 | 394 | 366 |
| Para los censos de 1962 a 1999 la población legal corresponde a la población sin duplicidades (Fuente: INSEE [Consultar]) |     |     |     |     |     |